# Emmesomyia nudiloba
Emmesomyia nudiloba este o specie de muște din genul Emmesomyia, familia Anthomyiidae, descrisă de Ackland în anul 1995.
Este endemică în Kenya. Conform Catalogue of Life specia Emmesomyia nudiloba nu are subspecii cunoscute.